# NGC 3092
NGC 3092 је лентикуларна галаксија у сазвежђу Секстант која се налази на NGC листи објеката дубоког неба.
Деклинација објекта је - 3° 0' 44" а ректасцензија 10h 0m 47,4s. Привидна величина (магнитуда) објекта NGC 3092 износи 13,5 а фотографска магнитуда 14,4. NGC 3092 је још познат и под ознакама MCG 0-26-8, CGCG 8-19, PGC 28967.